# Barclaya rotundifolia
Barclaya rotundifolia är en näckrosväxtart som beskrevs av Mitsuru Hotta. Barclaya rotundifolia ingår i släktet Barclaya och familjen näckrosväxter. Inga underarter finns listade i Catalogue of Life.